# At All Costs
At All Costs es el cuarto episodio de la tercera temporada y vigésimo cuarto episodio a lo largo de la serie de drama y ciencia ficción de TNT, Falling Skies; fue escrito por Heather V. Regnier y dirigido por Greg Beeman y salió al aire el 23 de junio de 2013 en Estados Unidos.
Después de que los habitantes de Charleston evitan otro ataque por parte de los Espheni con la ayuda de nuevas armas avanzadas, Tom es invitado a reunirse con un líder poderoso. Mientras Hal lucha con un mal invasivo, Ben lidia con su identidad y la noción de ser humano de nuevo y Anne descubre nueva y alarmante información que pone a todos en peligro.

## Argumento
La resistencia logra repeler otro ataque Espheni, mientras Tom le demuestra a la Teniente Fisher que Charleston tiene la capacidad de contrarrestar un ataque de los Overlords y que los Volm son sus aliados y pide hablar con el presidente Hathaway. Mientras tanto, Anne baja al laboratorio del Dr. Kadar para preguntarle acerca de una forma para saber si alguien es humano o es algo más, usando la excusa de los chicos a los que les ha sido removido el arnés. Kadar le responde que con unas pruebas de ADN bastaría.
La teniente Fisher logra contactar con la base en donde se encuentra el Presidente Hathaway y lo.comunica con Tom. Tom y Hathaway acuerdan una reunión para lo cual el profesor Mason le pide a Cochise que lo acompañe para mostrarle a Hathaway el potencial que tiene Charleston. Maggie intenta convencer a Hal de no contar nada acerca de sus sospechas de ser el espía pero él está decidido a hacerlo. Por otra parte, Anne toma una nueva muestra de sangre de Alexis y casi es descubierta por Lourdes, quien acude a ella para disculparse por haberle contado a Tom lo sucedido en el laboratorio, Anne le responde que sabe que lo hizo porque el cariño que le tiene.
Tom expropia el avión de Pope para poder reunirse con el presidente Hathaway, sin embargo, Pope accede a prestárselo con la condición de viajar con él con el pretexto de cuidar que nada malo le pase a la aeronave. Anne baja nuevamente al laboratorio del Dr. Kadar para llevarle las muestras de los chicos a los que les fue retirado el arnés y la de Alexis mezclada entre ellas y le pide que trabaje con total discreción. Antes de partir, Tom le pide a Weaver que cuide de la ciudad y de su familia y el Coronel le dice vaya tranquilo. Anne llega a despedirse de él y Pope se sorprende cuando descubre que Cochise irá con ellos. El General Bressler y la Teniente Fisher completan la tripulación.
Mientras tanto, Lourdes se reúne con los chicos a los que les fue retirado el arnés sin la tecnología de los Volm y les cuenta que a pesar de que las púas les permiten hacer cosas que antes no podían, reducen considerablemente su expectativa de vida, por lo que los invita a considerar el hecho de someterse a una cirugía para removerlas. Entonces, Denny y Ben discuten los pros y los contras de la cirugía y la chica concluye que quiere volver a ser normal, aun cuando deba volver a usar lentes para mejorar su visión, sin embargo, Ben no parece tan convencido de hacerlo pero acepta.
Por otra parte, Hal va en busca de Tom para contarle acerca de sus sospechas sobre el espía pero se entera de que su padre ha ido fuera de Charleston y cuando le pregunta a Weaver a dónde ha ido exactamente, éste se niega a darle esa información y en cambio, le pregunta si le pasa algo, Hal responde que puede esperar hasta que su padre regrese. Frustrado, el chico regresa a su habitación donde emerge su lado oscuro y ambas personalidades sostienen una discusión, que acaba cuando la personalidad maligna -creada por el implante que colocó Karen en el chico -toma el control.
Tom y el resto de sus acompañantes llegan hasta la base donde se encuentra el Presidente Hathaway y son recibidos por el General Donovan, quien parece ser viejo conocido del General Bressler. La situación se pone tensa cuando Tom le pide a Cochise que descienda del avión y los militares de la base actúan con violencia y arrestan al Volm, a pesar de los intentos de Tom y la teniente Fisher por explicar el papel que el extraterrestre juega. Entonces, el presidente Hathaway aparece y le da la oportunidad a Tom de explicarse, aún después de escucharlo, manda a arrestar a Cochise e invita a Tom y a Bressler a pasar para continuar con su conversación. Pope señala que prefiere quedarse en la aeronave pues no tiene nada que aportar a la reunión.
En Charleston, Hal busca a Maggie y le cuenta que pensó mejor las cosas y decidió no contarle nada a nadie sobre sus sospechas y ella se alegra de eso. Después de hablar con Matt, Ben decide conservar las púas y busca a Denny en el quirófano pero se entera de que ella también ha cambiado de opinión. De vuelta en la base del Presidente Hayhaway, Tom le cuenta acerca del potencial de Charleston y la ventaja de la alianza con los Volm. El Presidente parece estar intrigado y pide una entrevista con Cochise, quien les revela que el verdadero motivo para interferir en los planes de los Espheni es porque añora estar algún día en su planeta y conocer una flor que vio en una imagen archivada.
Finalmente, Anne regresa con el Dr. Kadar y le pide el resultado de las pruebas; Kadar le comenta que todos parecen estar bien excepto por uno, mostrándole el resultado que afirma que es un híbrido humano y extraterrestre y deduce que la muestra pertenece a Alexis, cuando Anne le confirma sus sospechas, él dice que deben contarle a Tom y mientras se prepara para subir, Anne lo golpea con una llave que encuentra por ahí, dejándolo inconsciente y llevándose la muestra de Alexis. Mientras tanto, Hal y Maggie tienen relaciones sexuales y él le dice que la ama mientras se mira en el espejo y sonríe malévolamente. Anne regresa a su habitación, donde Lourdes cuida de la bebé y le ofrece una bebida a la que le ha puesto algo para hacerla perder el sentido, mientras hace efecto, Anne se disculpa con la chica por su actitud, Lourdes le dice que no se preocupe y poco después cae inconsciente al suelo. Anne se apresura a guardar algunas cosas en una pequeña maleta y toma a su hija para salir de ahí. Afuera, una niña controlada por un Skitter le pide a Anne que le entregue a la niña, ella se niega e intenta huir en dirección opuesta a ellos pero se encuentra.con Hal, quien le pide que no se resista.
En la base de seguridad del Presidente, descubren que los. Espheni han los han localizado y el General Donovan culpa a Tom de ello, sin embargo, ya no hay tiempo para discutir y ordenan evacuar el lugar, llevándose a Cochise en el avión del presidente y seguidos por la aeronave de Pope que es pilotada por el General Bressler. Unas naves de los Overlords interceptan a los aviones humanos y logran derribar en el que viajaba el Presidente junto a Cochise. A pesar se las maniobras del General Bressler, las naves extraterrestres logran darle al avión, provocando que se precipite en medio del bosque.

## Elenco
| - Noah Wyle como Tom Mason. - Moon Bloodgood como Anne Glass. - Drew Roy como Hal Mason. - Connor Jessup como Ben Mason. - Maxim Knight como Matt Mason. - Seychelle Gabriel como Lourdes Delgado. - Sarah Sanguin Carter como Maggie. - Mpho Koahu como Anthony. - Colin Cunningham como John Pope. - Doug Jones como Cochise. - Will Patton como Coronel Weaver. | - Megan Danso como Denny. - Ryan Robbins como Tector. - Brad Kelly como Lyle. - Luvia Petersen como la Teniente Catherine Fisher. - Stephen Collins como Benjamin Hathaway. - Dale Dye como el General Porter. - Matt Frewer como el General Cole Bressler. - Michael Hogan como el General Donovan - Robert Sean Leonard como Roger Kadar. |

## Continuidad
- El episodio comienza en medio del ataque ordenado por los Espheni que se mostró al final de Badlands.
- Anne descubre que Alexis es un híbrido alien-humano, gracias a una prueba realizada por el Dr. Kadar.
- Se revela que Hal ha desarrollado una doble personalidad, que toma el control de su mente.
- Anne y Alexis son, presumiblemente, raptadas por los Skitters con la ayuda de Hal.

## Producción
Drew Roy declaró vía Twitter: "Esta noche comienza mi arco argumental favorito sobre mi personaje que jamás he filmado" y concluye diciendo: "El lado malvado emerge".

## Recepción

### Recepción de la crítica
Chris Carabot de IGN le dio al episodio una puntuación de 7.7, calificándolo de bueno, señalando como puntos positivos el hecho que mostraran las verdaderas razones de Cochise (Doug Jones) para ayudar a los humanos y el hecho de que Ben (Connor Jessup) y Denny (Megan Danso) decidieran conservar sus púas, sin embargo, señala como puntos negativos la escena de Hal (Drew Roy) frente al espejo y la historia de Anne (Moon Bloodgood), diciendo: "La actuación de Drew Roy ni siquiera era tan mala, y le agradezco que se esté divirtiendo con el concepto, pero (la escena) era tan cliché que era doloroso de ver", añadiendo: "Anne está haciendo lo que cree que es mejor para su bebé y ella puede ser excesivamente protectora teniendo en cuenta lo sucedido a su primer hijo, sin embargo, era frustrante ver a alguien que es normalmente una líder tomar una terrible decisión tras otra" y concluye "A pesar de eso, estoy esperando con impaciencia el episodio de la próxima semana para ver si se siembran las semillas para resolver finalmente los argumentos Anne y Hal. Ninguno de ellos ha sido muy impresionante lo que va de temporada, pero todavía estoy esperando que hay una recompensa satisfactoria en un futuro no muy lejano".

### Recepción del público
En Estados Unidos, At All Costs fue visto por 3.55 millones de espectadores, de acuerdo con Nielsen Media Research.